# Acanthocephalus graciliacanthus
Acanthocephalus graciliacanthus är en hakmaskart som beskrevs av Meyer 1932. Acanthocephalus graciliacanthus ingår i släktet Acanthocephalus och familjen Echinorhynchidae. Inga underarter finns listade i Catalogue of Life.